# Яльчик
Я́льчик (мар. Ялчык) — крупнейшее по площади поверхности и объёму озеро Республики Марий Эл Российской Федерации. Площадь поверхности — 1,496 км².

## Топонимика
Название Яльчик (Яльчик[ер]) происходит от чувашского слова Ялчӗк («Ял» — «деревня», «чӗк» — суффикс с уменьшительным значением), то есть «Озеро у деревушки». В марийском языке апеллятив «ер» вышел из употребления, остался только атрибут «Яльчик».

## География

Карта озера

Озеро расположено в центральной части Волжского района Марий Эл, на юге национального парка «Марий Чодра», на высоте 64 м над уровнем моря, в 1,5 км на север от села Эмеково. Озеро расположено в долине нижнего течения реки Илеть. С западной стороны в 1,3 км от берега проходит автодорога А295, в 1 км — железнодорожная линия Зелёный Дол — Яранск Горьковской железной дороги, ближайшая станция — платформа Яльчевский.
С восточной стороны Большого Яльчика и на южной стороне Малого Яльчика на побережье расположено несколько баз отдыха, санатории и пансионаты (Олимпиец, Чайка, турбаза «Яльчик», Рубин, Политехник, пансионат «Яльчик» и т. д.)
В 1973 году на базе лесничества и одной из баз отдыха был образован небольшой посёлок Яльчик (население в 2010 г. — ↘5 чел.).

## Геология и гидрология
Яльчик, как и большинство озёр Марий Эл, имеет карстовое (провальное) происхождение, образовано от слияния нескольких карстовых воронок. Из-за разновозрастных провалов озеро имеет сложную лопастную форму и сложное строение дна, асимметричные берега. В районе озера продолжаются интенсивные карстовые процессы, увеличивающие площадь и объём озера.
Озеро Яльчик представляет систему двух озёр — Большой и Малый Яльчик, соединённых протокой, которая в отдельные летние периоды пересыхает и превращает водоёмы в изолированные озёра.
Озеро бессточное. Малый Яльчик имеет два притока — от села Алексеевское и речка Бахуткина. По характеру питания относится к смешанному типу с составляющими из атмосферного и грунтового питания.
Наибольшая глубина — 35 м, ширина — от 35 до 325 м, длина — 1200—1600 м, площадь — 149,6 га. По глубине уступает озеру Табашинское.

## История изучения
Изучение озёр территории Марийской АССР началось в конце XIX века, первое описание озёр появилось в работах А. В. Нечаева и П. И. Кротова. Первые детальные сведения о Яльчике, в том числе данные о рыбном населении озера, приведены в 1916 году в сводке М. Д. Рузского. Дальнейшие исследования озера проводились С. Г. Пархоменко. В течение ряда лет подробные исследования озёр Марийского края проводились кафедрой физической географии Казанского университета, в частности А. В. Ступишиным и Н. Н. Лаптевой.

## Флора
Почти со всех сторон озеро окружено смешанным хвойно-широколиственным лесом с преобладанием сосны. На мелководье произрастают камыш, тростник, стрелолист, рогоз.

## Фауна
По наблюдениям 1988—2000 годов в составе ихтиоценоза озера отмечено 8 видов рыб: уклейка, верховка, окунь, плотва, линь, щука, налим, золотой карась. По сравнению с более ранними наблюдениями М. Д. Рузского (1916 года) отмечено появление окуня и уклейки при исчезновении 7 других видов рыб: ерша, гольяна, пескаря, язя, гольца, щиповки и вьюна.
Малакофауна озера: 25 видов брюхоногих и 13 видов двустворчатых моллюсков.

## Провалы в окрестностях Яльчика

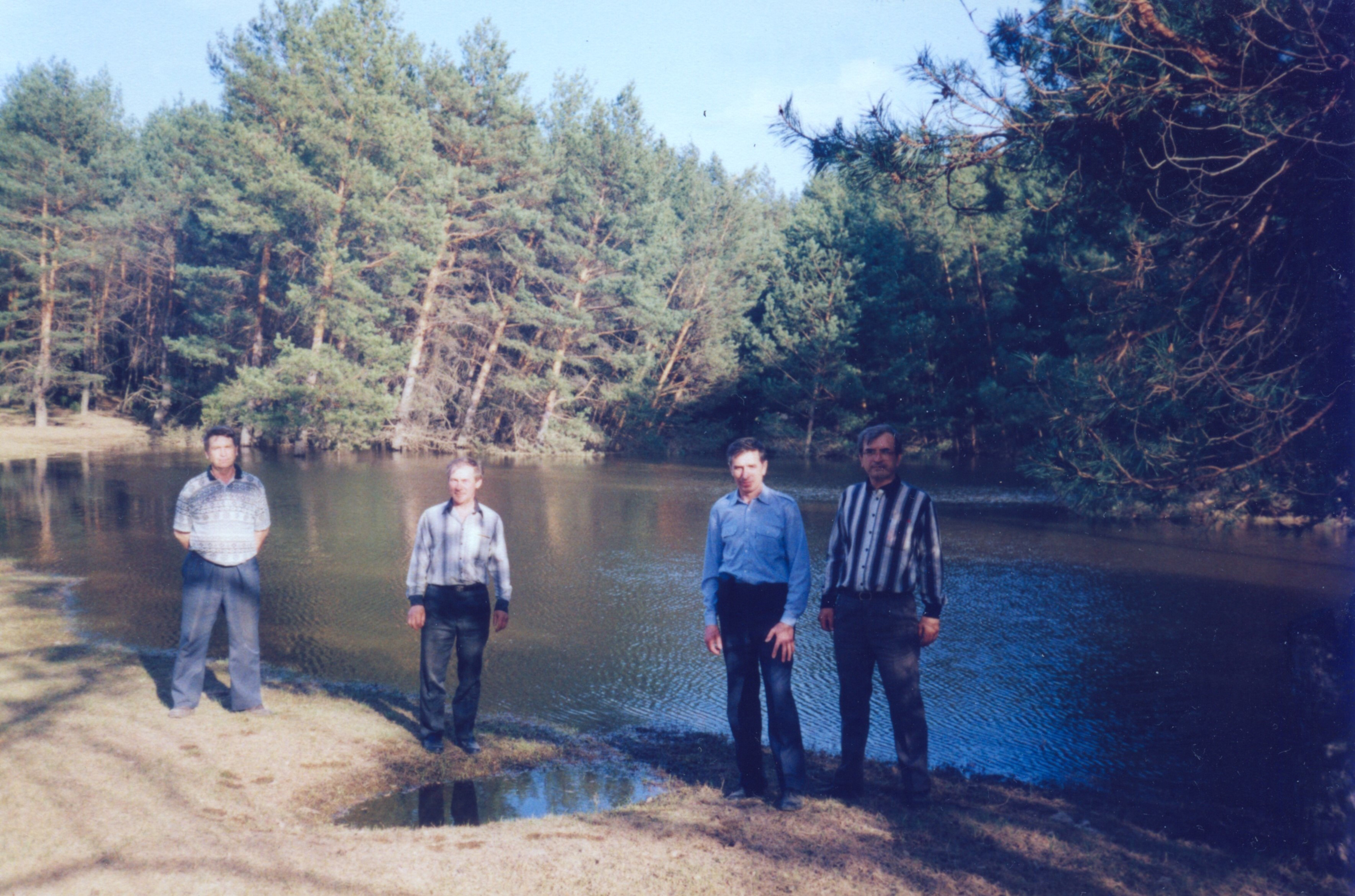
Озеро на месте провала 2000 года. Фото 2000 года

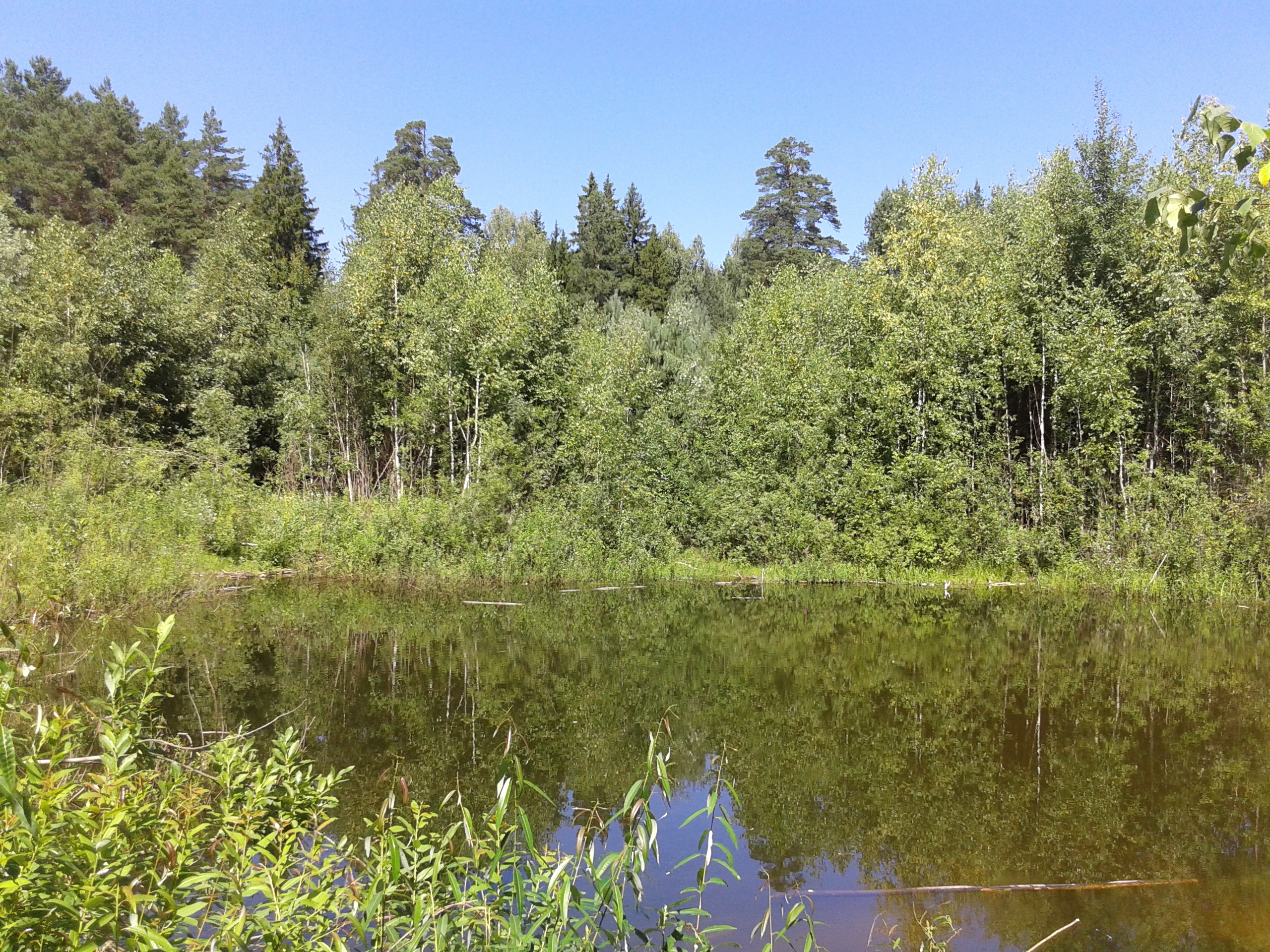
Озеро на месте провала 2000 года. Фото 2017 года

4 апреля 2000 года на 24 км перегона Помары — Илеть (Казанское отделение Горьковской железной дороги) в 0,7 км от озера Яльчик был обнаружен провал грунта под железнодорожным полотном. Рядом с железнодорожным полотном в лесу образовалось озеро диаметром 60—80 м.

## Экология и охрана природы
Яльчик не испытывает прямого влияния промышленных предприятий, но тем не менее, в результате большой антропогенной нагрузки Яльчик имеет следующие экологические проблемы: эрозионные процессы и вытаптывание растительности вдоль берега, загрязнение воды и замусоривание прибрежной территории.

## Происшествия
29 июля 2023 года у озера в результате прохождения комплекса неблагоприятных метеорологических явлений (гроза, усиление ветра) деревьями придавило машины и людей в палатках. Погибло восемь человек, ещё 29 человек пострадали. Туристы не были зарегистрированы в МЧС.

## Галерея

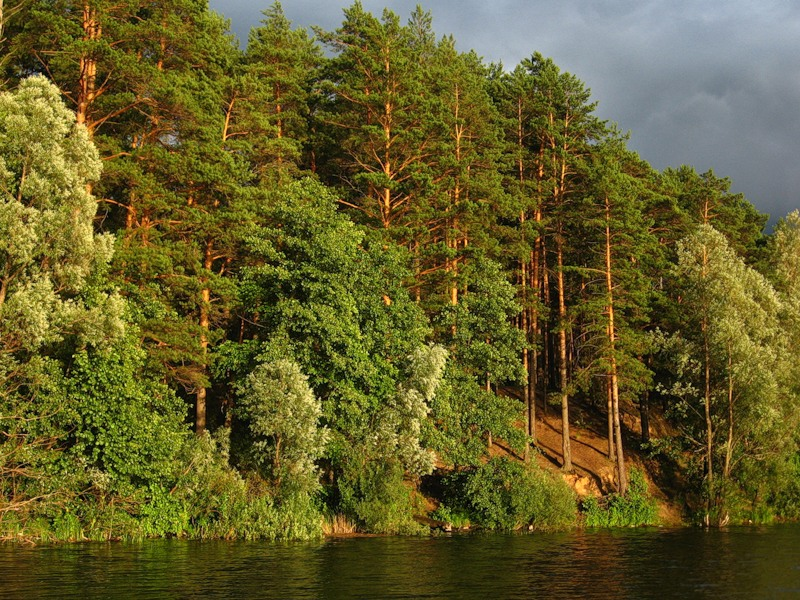
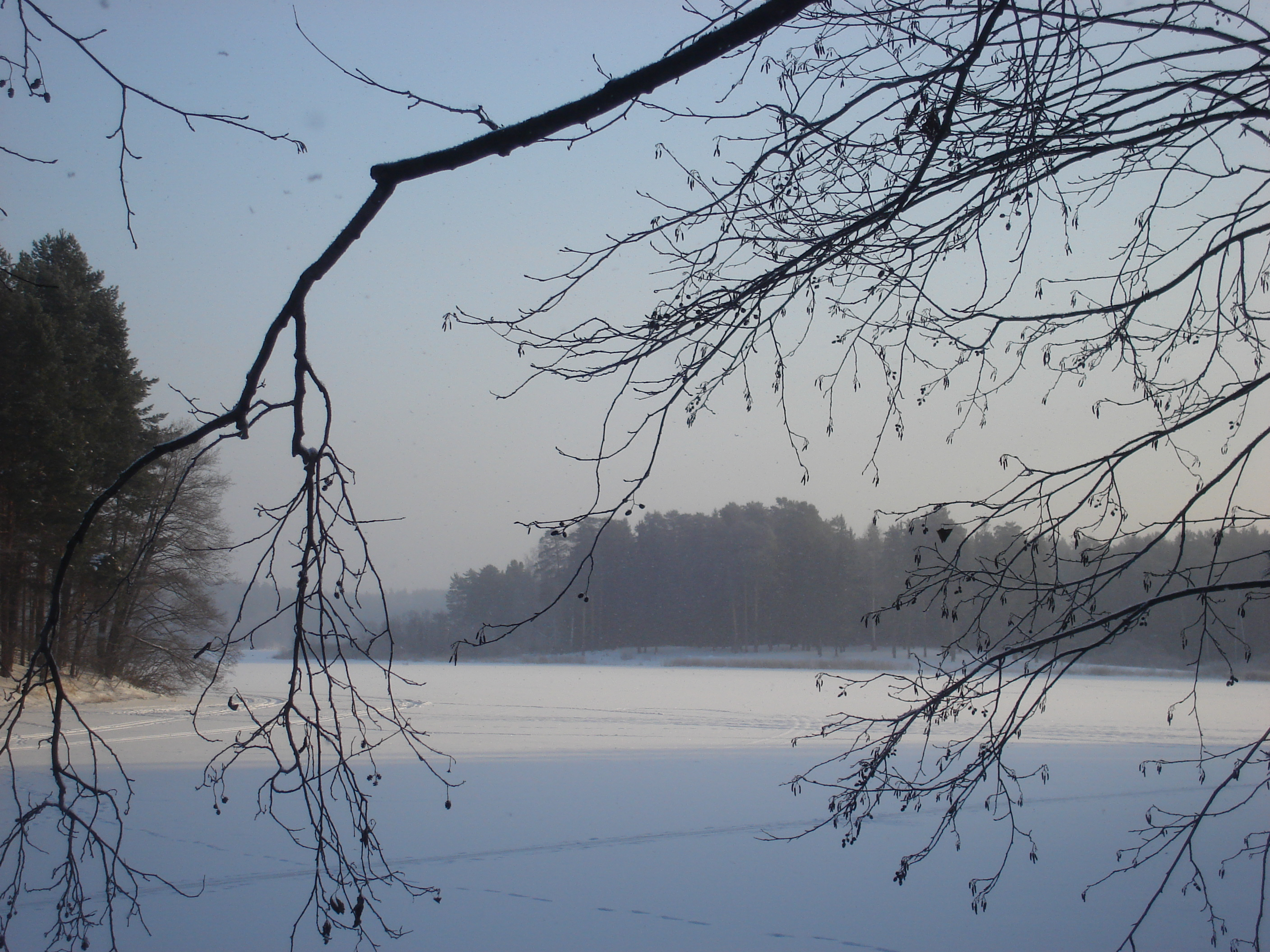
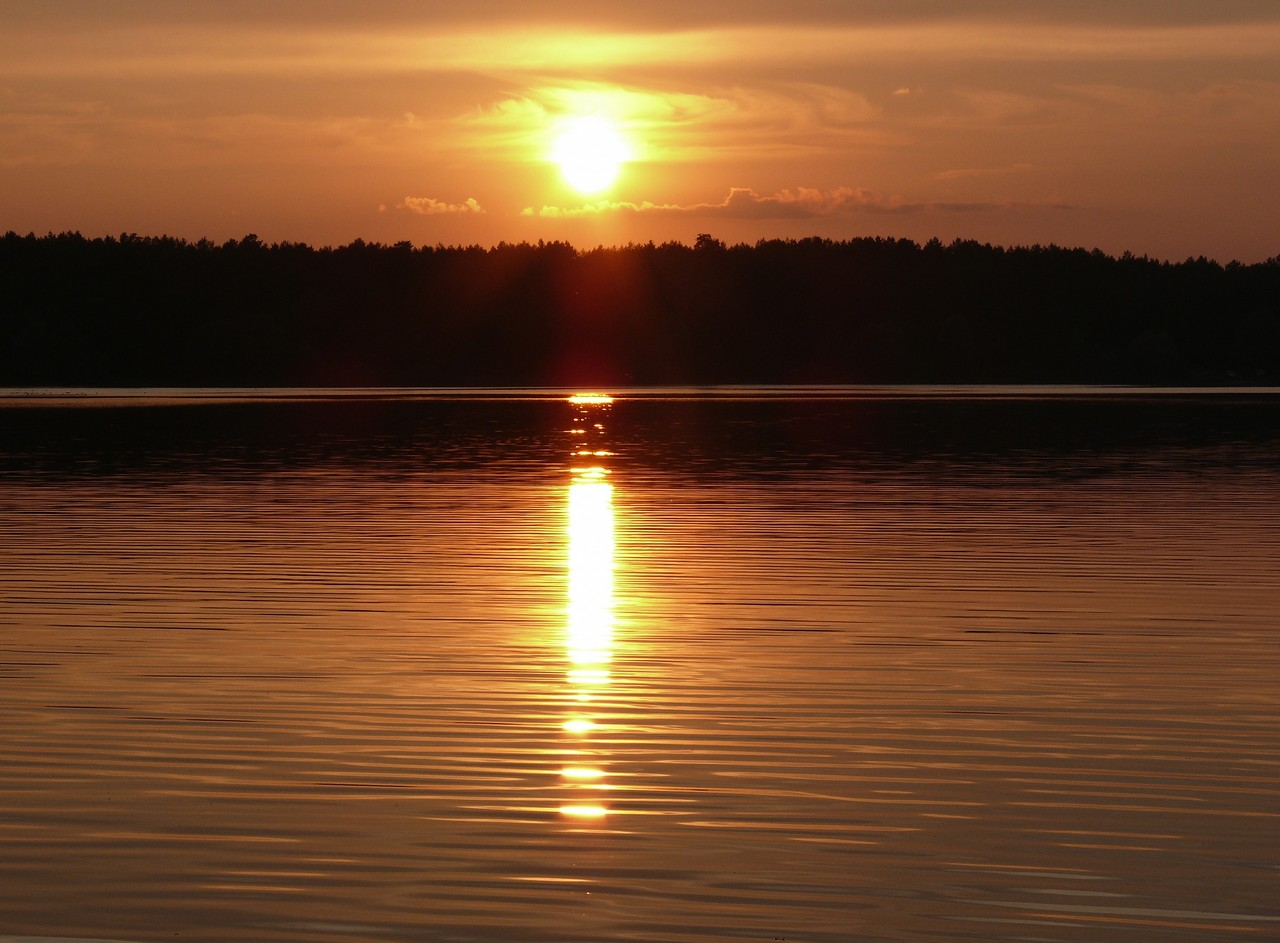
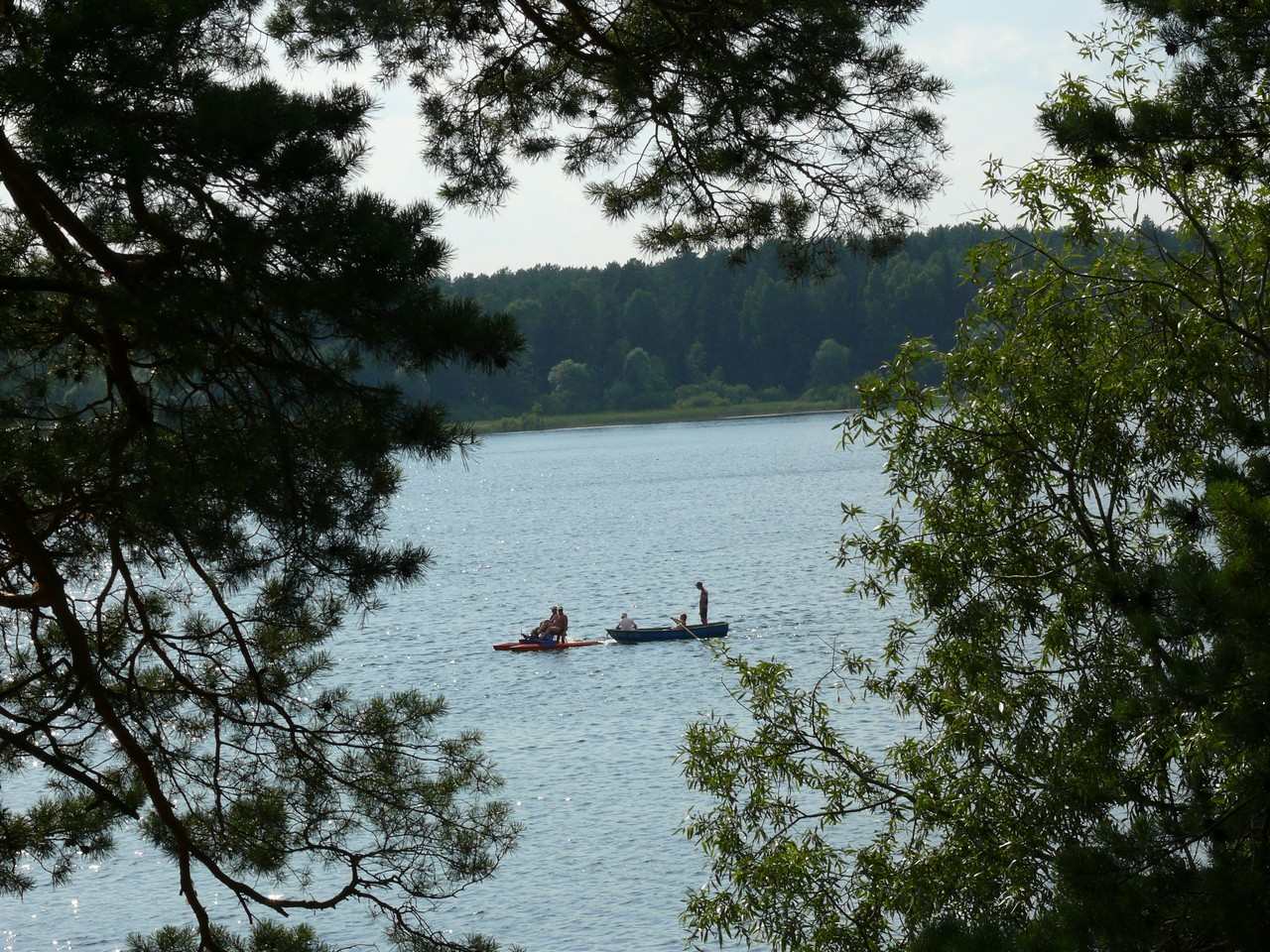
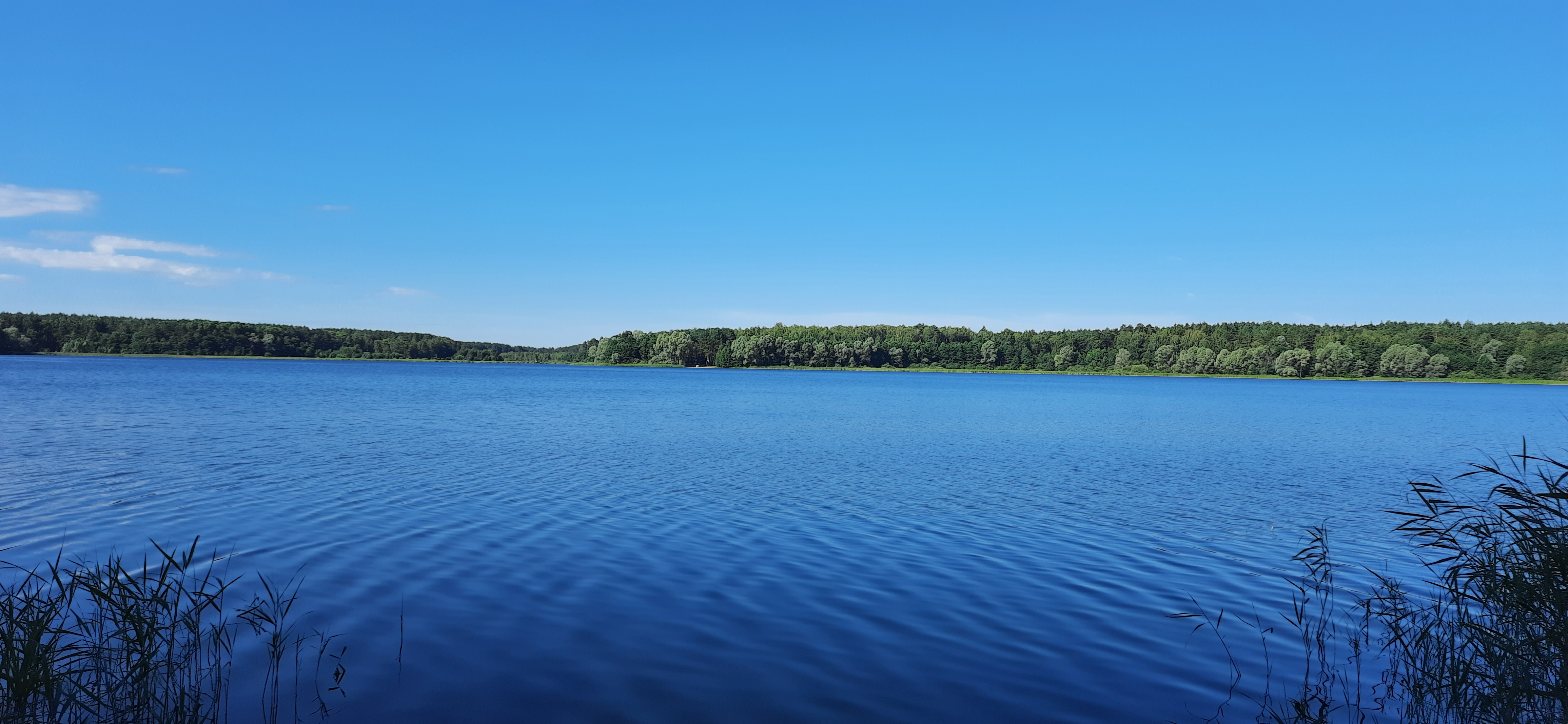
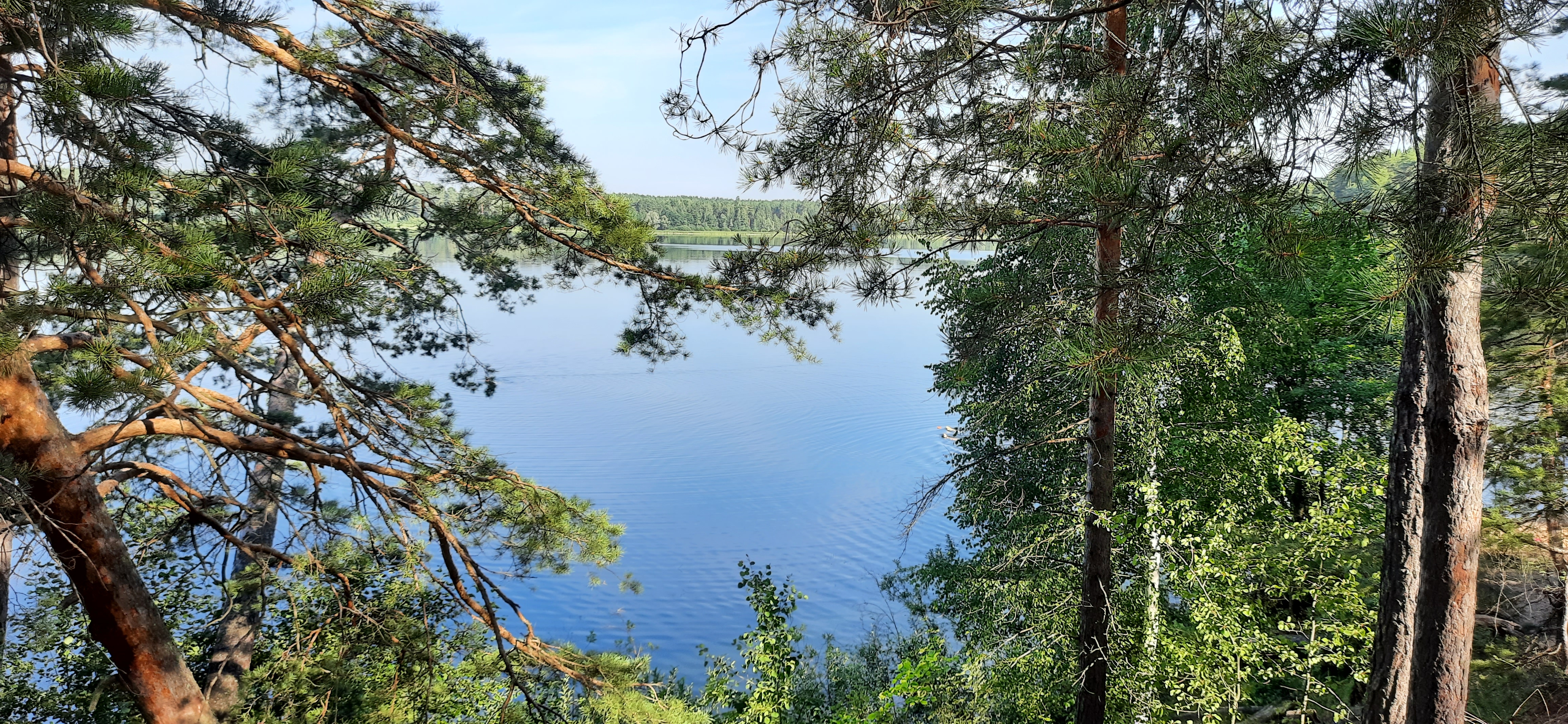